# Baandee
Baandee is een plaats in de regio Wheatbelt in West-Australië. Het ligt langs de Great Eastern Highway, 229 kilometer ten oostnoordoosten van Perth, 35 kilometer ten westen van Merredin en 30 kilometer ten oostnoordoosten van Kellerberrin.

## Geschiedenis
De Njakinjaki Nyungah-Aborigines waren de oorspronkelijke bewoners van de streek ten tijde van de Europese kolonisatie.
In 1864 verkende Charles Cooke Hunt de streek ten oosten van York en ontwikkelde er een pad en waterbronnen. Toen in de jaren 1880 goud werd ontdekt in de streek die de Yilgarn wordt genoemd, legde men een weg aan tussen York en Southern Cross. Er werd hierbij gebruik gemaakt van Hunts oorspronkelijke pad, waterputten en dammen. De weg was weliswaar een verbetering tegenover Hunts oorspronkelijke pad maar de reis was nog steeds een lastige onderneming. De overheid besloot daarom een spoorweg te laten aanleggen. Op 1 juli 1894 opende de spoorweg tussen Northam en Southern Cross. De spoorweg werd later doorgetrokken en verbond Perth met Kalgoorlie.
Baandee werd in 1912 langs de spoorweg gesticht. De plaatsnaam heeft een aboriginesoorsprong en zou "geur" of "zwaan" betekend hebben. Volgens C.W. Massingham, een plaatselijke pionier, zou het de aboriginesbenaming voor een nabijgelegen heuvel, Hines Hill, zijn. Er werd een nevenspoor aangelegd. Het plaatsje kreeg een gemeenschapshuis, postkantoor en een coöperatieve winkel. Baandee was een vrij belangrijke plaats ten tijde van de ontwikkeling van de Wheatbelt. De eerste 'Rest Rooms' van de Country Women's Association of Western Australia, een ontspanningsruimte van de landelijke vrouwengilde, werd er gebouwd. In 1932 werd besloten er twee graanzuigers te plaatsen voor het vervoer van graan in bulk.
In 1953 werd Baandee door een zware overstroming getroffen. Door de opkomst van de automobiel in de jaren 1960 en het verleggen van de Eastern Goldfields Railway naar aanleiding van het omsporen van de spoorweg nam het belang van Baandee af. In de jaren 1970 werd Baandee een spookdorp. De CWA-ontspanningsruimte werd naar Mangowine overgebracht en staat op de erfgoedlijst van de National Trust.

## 21e eeuw
Baandee maakt deel uit van het landbouwdistrict Shire of Kellerberrin. Baandee telde 12 inwoners in 2021.

## Toerisme
Baandee is een plaats langs de Golden Pipeline Heritage Trail, een toeristische autoroute die C.Y. O'Connors 600 kilometer lange waterpijpleiding uit 1903 volgt.
Op het nabijgelegen Bandee Ski Lake wordt gewaterskied als de waterstand het toelaat.

## Klimaat
Baandee kent een koud steppeklimaat, BSk volgens de klimaatclassificatie van Köppen.

## Transport
Baandee ligt langs de Great Eastern Highway en de Eastern Goldfields Railway.
Aldersyde · Amery · Ardath · Arthur River · Baandee · Babakin · Badgingarra · Badjaling · Bailup · Bakers Hill · Balkuling · Ballaying · Ballidu · Beacon · Beenong · Beermullah · Bejoording · Belka · Bencubbin · Bendering · Benjaberring · Beverley · Bilbarin · Bindi Bindi · Bindoon · Bodallin · Bolgart · Bonnie Rock · Boolading · Booraan · Brookton · Bruce Rock · Bullaring · Bullfinch · Bulyee · Bungulla · Buntine · Burakin · Burracoppin · Cadoux · Calingiri · Campion · Caraban · Carrabin · Cataby · Cervantes · Chandler · Chittering · Clackline · Cold Harbour · Congelin · Coomberdale · Copley · Corrigin · Cowcowing · Crossman · Cuballing · Culbin · Cunderdin · Dalwallinu · Dandaragan · Dangin · Darkan · Dattening · Dongolocking · Doodlakine · Dowerin · Dudinin · Dumbleyung · Duranillin · Dwarda · Ejanding · Elabbin · Erikin · Gabbin · Gingin · Goomalling ·  Grass Valley · Greenhills · Guilderton · Gwambygine · Harrismith · Highbury · Hines Hill · Holt Rock · Hyden · Jelcobine · Jennacubbine · Jennapullin · Jitarning · Jurien Bay · Kalannie · Karlgarin · Kellerberrin · Kondinin · Kondut · Koojan · Koolyanobbing · Koorda · Korbel · Korrelocking · Kukerin · Kulin · Kulja · Kulyaling · Kunjin · Kununoppin · Kweda · Kwelkan · Kwolyin · Lancelin · Lake Brown · Lake Grace · Lake King · Ledge Point · Manmanning · Marvel Loch · Meckering · Meenaar · Merredin · Miling · Minnivale · Mogumber · Mokine · Moodiarrup · Mooliabeenee · Moora · Moorine Rock · Moorumbine · Moulyinning · Mount Hardey · Mount Kokeby · Mount Walker · Muchea · Mukinbudin · Muntadgin · Nalya · Nangeenan · Narembeen · Narrogin · New Norcia · Newdegate · Nilgen · Nokaning · North Bannister · Northam · Nukarni · Nungarin · Pantapin · Piawaning · Piesseville · Pingaring · Pingelly · Pithara · Popanyinning · Quairading · Quindanning · Regans Ford · Seabird · Shackleton · Southern Cross · Spencers Brook · Tammin · Tincurrin · Toodyay · Trayning · Varley · Wagin · Walebing · Walgoolan · Wandering · Wannamal · Watheroo · Welbungin · West Dale · West Toodyay · Westonia · Wialki · Wickepin · Wilbinga · Williams · Wongan Hills · Woodridge · Wubin · Wundowie · Wyalkatchem · Yealering · Yelbeni · Yellowdine · Yilliminning · Yerecoin · York · Yorkrakine · Yornaning · Yoting · Youndegin